# Женская сборная Польши по баскетболу 3×3
Женская сборная Польши по баскетболу 3×3 представляет Польшу на международных соревнованиях по баскетболу 3×3. Управляющим органом является Польский баскетбольный союз (пол. Polski Związek Koszykówki).
По состоянию на 23 сентября 2024, женская сборная Польши по баскетболу 3×3 занимает 7-е место в мировом рейтинге ФИБА женских сборных по баскетболу 3×3.

## Результаты выступлений
| Турнир                             | Золото | Серебро | Бронза | Всего |
| ---------------------------------- | ------ | ------- | ------ | ----- |
| Чемпионат мира по баскетболу 3×3   | —      | —       | —      | —     |
| Чемпионат Европы по баскетболу 3×3 | 0      | 0       | 1      | 1     |
| Европейские игры                   | —      | —       | —      | —     |
| Итого                              | 0      | 0       | 1      | 1     |

### Чемпионат мира по баскетболу 3x3
| Год            | Место          | Игры           | Победы         | Поражения      | Состав команды                                                        |
| -------------- | -------------- | -------------- | -------------- | -------------- | --------------------------------------------------------------------- |
| 2012—2014      | не участвовали | не участвовали | не участвовали | не участвовали | не участвовали                                                        |
| Гуанчжоу 2016  | 13             | 4              | 1              | 3              | Karolina Formella, Angelika Kuras, Paulina Kuras, Karina Szczurewska  |
| 2017—2019      | не участвовали | не участвовали | не участвовали | не участвовали | не участвовали                                                        |
| Антверпен 2022 | 6              | 5              | 4              | 1              | Dominika Fiszer, Klaudia Gertchen, Aldona Morawiec, Klaudia Sosnowska |
| Вена 2023      | 19             | 4              | 0              | 4              | Dominika Fiszer, Klaudia Gertchen, Aldona Morawiec, Klaudia Sosnowska |

### Чемпионат Европы по баскетболу 3x3
| Год           | Место          | Игры           | Победы         | Поражения      | Состав команды                                                               |
| ------------- | -------------- | -------------- | -------------- | -------------- | ---------------------------------------------------------------------------- |
| 2014—2018     | не участвовали | не участвовали | не участвовали | не участвовали | не участвовали                                                               |
| Дебрецен 2019 | 12             | 2              | 0              | 2              | Martyna Cebulska, Aldona Morawiec, Klaudia Sosnowska, Agnieszka Szott-Hejmej |
| 2021          | не участвовали | не участвовали | не участвовали | не участвовали | не участвовали                                                               |
| Грац 2022     | 3              | 5              | 4              | 1              | Dominika Fiszer, Klaudia Gertchen, Aldona Morawiec, Klaudia Sosnowska        |
| 2023          | не участвовали | не участвовали | не участвовали | не участвовали | не участвовали                                                               |
| Вена 2024     | 4              | 5              | 3              | 2              | Klaudia Gertchen, Anna Pawłowska, Weronika Telenga, Aleksandra Zięmborska    |

### Европейские игры
| Год         | Место          | Игры           | Победы         | Поражения      | Состав команды                                                  |
| ----------- | -------------- | -------------- | -------------- | -------------- | --------------------------------------------------------------- |
| 2015—2019   | не участвовали | не участвовали | не участвовали | не участвовали | не участвовали                                                  |
| Краков 2023 | 8              | 4              | 1              | 3              | Julia Drop, Marta Marcinkowska, Aldona Morawiec, Anna Pawłowska |